# Geologia de Vênus

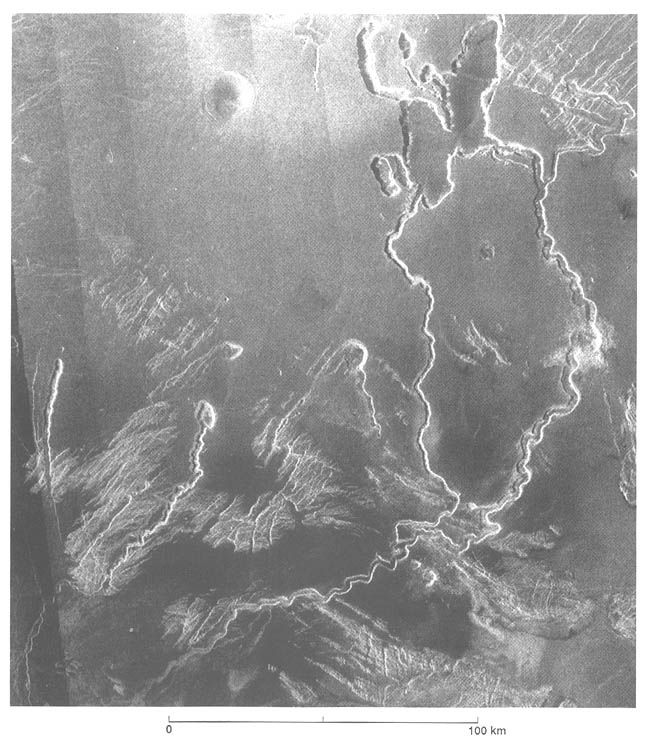
A complexa superfície de Vênus

A geologia de Vênus (português brasileiro) ou geologia de Vénus (português europeu), também chamada de citerologia, oferece características superficiais impressionantes que contrastam tanto por sua beleza como por sua raridade. A maior parte do que sabemos atualmente sobre sua superfície provém de observações de radar, principalmente através das imagens enviadas pela sonda espacial Magellan desde o dia 16 de agosto de 1990 até finalizar a sua cobertura fotográfica no terceiro ciclo de mapeamento no dia 14 de setembro de 1992, quando a nave tivera algumas anomalias. No total mapeou 98% da superfície venusiana, dos quais 22% corresponde a imagens estereográficas.
A superfície de Vênus, coberta por uma densa atmosfera (Figura 2), apresenta clara evidência de uma atividade vulcânica muito ativa no passado: vulcões em escudo e vulcões compostos como os que se encontram na Terra.
Sem dúvida, a diferença da Lua, Marte ou Mercúrio que sofreram um intenso período de craterização, Vênus tem uma baixa quantidade de crateras menores, porém se apresenta algumas de tamanho médio a grande, isto se explica pela densa atmosfera do planeta que vem desintegrando os meteoritos de menor envergadura.
Outras das características extraordinárias do planeta que por sua aparência se chamam coronae (coroas em latim) e outras figuras conhecidas como aracnoides por sua semelhança às teias de aranha. Também se encontram grandes rios de lava, evidência de erosão eólica e um tectonismo importante que em conjunto fazem da superfície de Vênus uma das mais complexas (Figura 3).
Apesar de que Vênus seja o planeta mais próximo da Terra (uns 40 milhões de quilômetros em conjunção inferior) e tenha uma grande semelhança com a Terra, toda a semelhança é externa: nenhuma sonda pode sobreviver mais do que algumas horas sobre a sua superfície, devido a enorme pressão atmosférica, que é 90 vezes superior à da Terra; além disso, a temperatura gira em torno dos 450°C, a qual é em grande parte ocasionada pelo efeito estufa , sustentado por uma atmosfera constituída principalmente de dióxido de carbono (96,5%).

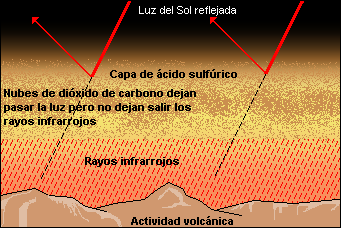
Figura 4: Efeito estufa em Vênus

As observações de sondas espaciais e as realizadas na Terra com telescópios mostram que o padrão em forma de Y gerado pelas nuvens se deve a que as camadas superiores se deslocam ao redor do planeta uma vez a cada 4 dias, o que sugere a presença de ventos de até 500 km/h, pelo qual se crê que é um importante fator na modificação do terreno.

## O conhecimento da superfície de Vênus antes da missão Magellan
Depois da Lua, Vênus foi o segundo objeto no Sistema Solar a ser explorado por radares na Terra. Os primeiros estudos se realizaram em 1961, através do sistema de antenas do complexo de Goldstone e que faz parte do Deep Space Network da NASA. Nas seguintes conjunções inferiores, Vênus foi observado tanto pelos radares de Goldstone, na Califórnia, como os do Observatório de Arecibo do Centro Nacional de Astronomia e Ionosfera. Os estudos levados a cabo foram análogos à medição do tempo dos trânsitos meridianos, o que permitiu compreender em 1963 que a rotação de Vênus era retrógrada, isto é, que gira sobre seu próprio eixo em sentido oposto sobre a direção do movimento orbital. Os radares também permitiram determinar que a rotação de Vênus era de 243,1 dias sobre seu eixo, no qual está quase perpendicular a respeito do seu plano orbital. Também se estabeleceu que o raio do planeta era de 6 052 km, 70 km menos que os estimados com os telescópios terrestres.
O interesse das características geológicas de Vênus se viu impulsionado com o refinamento das técnicas de imagens durante o período 1970-1985. Os primeiros estudos de radar simplesmente sugeriam que a superfície de Vênus era mais compactada que a poeirenta superfície da Lua. As primeiras imagens de radar tomadas a partir da Terra mostravam um planeta com regiões muito brilhantes que receberam o nome de Alfa Regio, Beta Regio e Maxwell Mounts; com a melhora das imagens de radar, a qualidade de resolução chegou até um nível de resolução de 1 a 2 quilômetros.
Desde o início da era espacial, Vênus foi considerado como um destino seguro para futuras aterrissagens. Cada janela de lançamento está espaçada em períodos de 19 meses e no período entre 1961 e 1985 se utilizaram todas as oportunidades, primeiramente enviando naves de reconhecimento.
Em 1962, a sonda Mariner 2 chegou a Vênus, sendo o primeiro objeto feito pelo homem a visitar outro planeta. Em 1965, a Venera 3 chocou contra a superfície, convertendo-se na primeira sonda espacial a chegar a uma superfície planetária. Em 1967, a Venera 4 se converteu na primeira sonda em enviar dados desde o interior da atmosfera venusiana e por último, em 1970, a sonda Venera 7 completou a primeira aterrissagem sobre Vênus. Em 1975, a Venera 9 transmitiu as primeiras imagens da superfície de Vênus e levou a cabo experimentos de raios gama sobre as rochas do sítio de aterrissagem. Mais tarde, no mesmo ano, a Venera 10 enviaria outras imagens da superfície.
Também em 1975 a sonda Mariner 10 passou por Vênus em seu caminho de encontro com o planeta Mercúrio. Em 1978, a Pioneer Venus Orbiter orbitou Vênus por mais de 12 anos e completou os primeiros mapas de altimetria e gravidade em faixas localizadas dentro das latitudes de 78 a 63 graus. Os dados de altimetria tinham uma precisão de 100 metros.
Também em 1978, a Pioneer Venus Multiprobe lançou quatro sondas atmosféricas dentro da atmosfera venusiana e permitiu, junto aos dados das sondas anteriores, determinar que a temperatura em Vênus era de aproximadamente 460°C e que a pressão atmosférica era cerca de 90 vezes mais intensa que a da Terra. Desta maneira se confirmavam os cálculos obtidos pelas análises de radioemissão que foram realizados com antecedência pelas sondas do Programa Venera. Uma das quatro sondas, Day, continuou transmitindo dados para a Terra após chegar a superfície por 67 minutos, superando todas as expectativas de seus projetistas.
Em 1981, o lander Venera 13 enviou a primeira imagem a cores da superfície e levou a cabo uma análise da fluorescência dos raios X em uma amostra escavada. No total, a sonda durou 2 horas e 7 minutos sobre a abrasadora superfície, sendo o artefato que durante mais tempo permaneceu funcionando na superfície. Também em 1981, o módulo de aterrissagem da Venera 14 detectou possíveis movimentos sísmicos na crosta do planeta.
Em 1983, os orbitadores Venera 15 e 16 deram um passo mais importante no trabalho começado pela Pioneer Venus Orbiter ao adquirir imagens de radar e dados de altimetria obre as latitudes norte do planeta. Embora tivessem baixa resolução, as imagens tinham uma resolução de 1 a 2 quilômetros, comparáveis às melhores obtidas com radares terrestres. Os dados de altimetria tinham um fator de resolução superior equivalente a 4 do da Pioneer Venus Orbiter. Em 1985, com a euforia do cometa 1P/Halley, os soviéticos lançaram dois módulos de aterrissagem Vega. Os landers 1 e 2 soltaram cada um, um globo de gás hélio a uma altura de 50 km sobre a superfície de Vênus e assim poder estudar a dinâmica de sua atmosfera em sua seção mais ativa.
Todas estas sondas contribuíram a adquisição de dados necessários para lograr o êxito da missão Magellan, com que se conheceram os aspectos mais íntimos da geologia de Vênus.

## Magellan estuda a geologia de Vênus
Lançada em 4 de maio de 1989, a bordo do ônibus espacial Atlantis, a sonda espacial Magellan foi posta em órbita terrestre até o momento em que o motor de seu estágio superior dera o empuxo necessário para colocá-la em uma trajetória de transferência a Vênus. Em 10 de agosto, Magellan chegou a Vênus e começou a transmitir imagens de radar. A cada dia completou 7,3 órbitas de imagens de Vênus, sendo que cada órbita tinha uma faixa de cobertura de 20 a 25 quilômetros de largura e 70 000 km de comprimento. A cobertura de todo o planeta requereu 1 800 faixas de imagens, as quais foram combinadas em um mosaico para produzir uma imagem coerente.

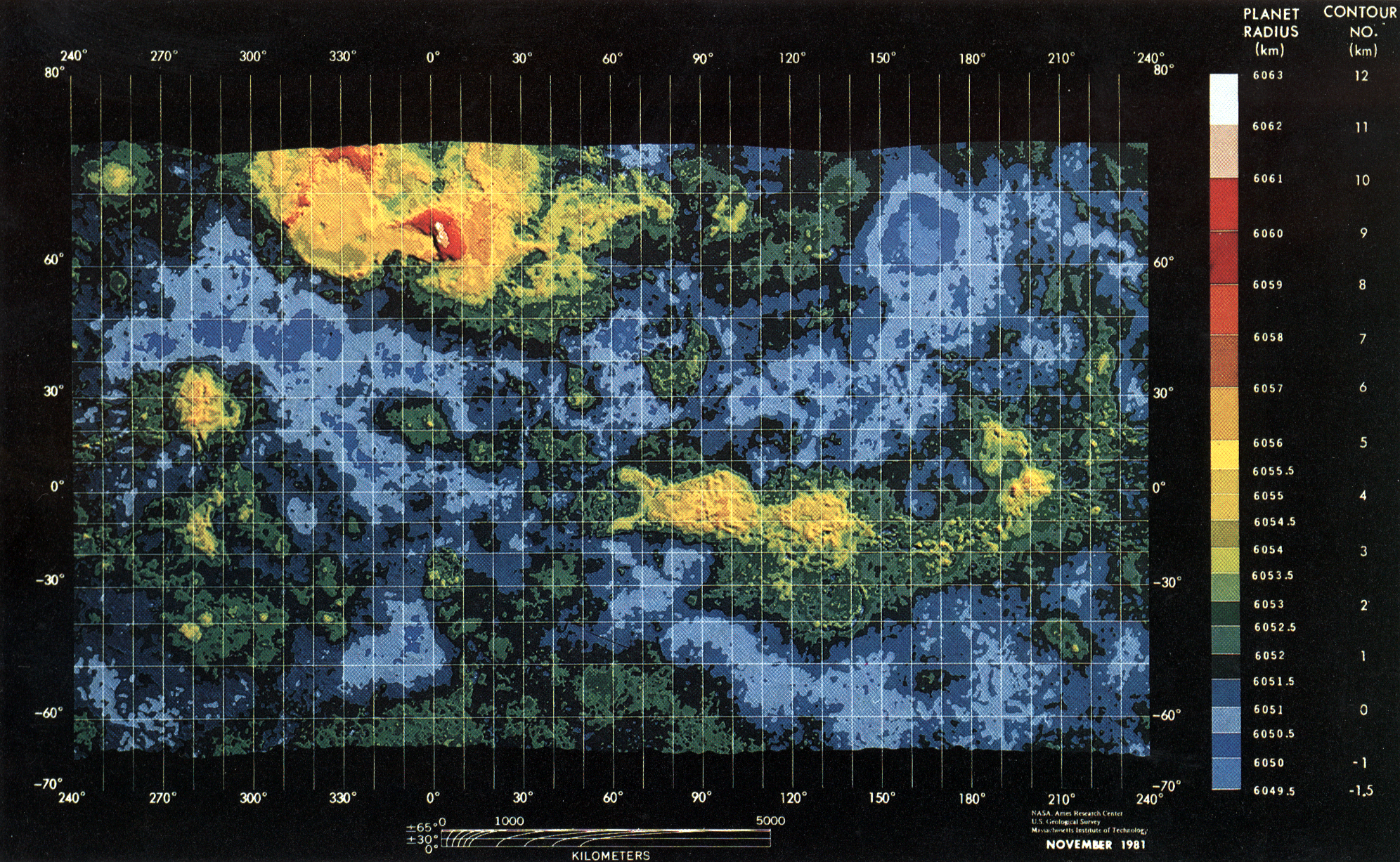
Figura 6: Mapa de Vênus realizado pela sonda Pioneer Venus Orbiter.

As primeiras imagens de Vênus foram recebidas em 16 de agosto de 1990, e as operações de mapeamento rotineiro começaram em 15 de setembro de 1990. O primeiro ciclo de mapeamento (Ciclo 1) durou 243 dias terrestres – o tempo em que Vênus faz girar sobre seu próprio eixo debaixo do plano orbital da nave. O Ciclo 1 terminou com êxito em 15 de maio de 1991, dedicado ao mapeamento de 84% da superfície venusiana.

Imediatamente a primeira etapa de mapeamento terminou e foi seguida pelo Ciclo 2, que durou até o dia 15 de janeiro de 1992. Neste segundo ciclo, o mapeamento da superfície foi feito com uma inclinação de observação a direita para compensar a inclinação esquerda utilizada durante o Ciclo 1. Estas técnicas de observação por radar permitiram aos cientistas determinar as alturas de certos acidentes geográficos.

O Ciclo 3 terminou em 14 de Setembro de 1992, porém, sua conclusão teve que adiantar um dia devido a problemas com o equipamento de bordo. No total se logrou com uma cobertura por radar de 98% da superfície de Vênus com  22% das imagens estereográficas.
As imagens provenientes da sonda Magellan são as mais nítidas que se dispõe sobre Vênus, e a quantidade das mesmas é a maior já produzida por todas as naves anteriores.
O Ciclo 5 se dedicou à coleta de dados de gravidade e terminou em 24 de Maio de 1993. Os Ciclos 5 e 6 foram dedicados à coleta de dados de gravidade com maior precisão, para isto, a sonda Magellan foi colocada a uma órbita circular mais baixa. A órbita mais baixa e segura em Venus é colocada a 200 km de altitude sobre a superfície. O procedimento levou a cabo através da aerofrenagem, uma técnica em que a nave diminuiu a velocidade para ser atraída pela gravidade do planeta e dessa maneira, ser freada lentamente pela fricção com a atmosfera, diminuindo o apoapse. Esta manobra levou a cabo desde o final do Ciclo 4 até princípios de Agosto de 1993.
Em 12 de Outubro de 1994, quando programou que a nave mergulharia na atmosfera de Vênus para estudar sua dinâmica, os controladores da Terra perderam o contato. No dia seguinte, Magellan havia queimado na atmosfera de Vênus, completando a missão com êxito.

## Características da superfície
Com a invenção do telescópio, Vênus se converteu no objeto de observações ópticas mais interessantes. No passado, muitos astrônomos asseguraram ver marcas escuras na camada de nuvens que o envolve, outros disseram que puderam ver partes da superfície nos buracos entre as nuvens. Outras destas asseverações é que muitos astrônomos asseguravam ter visto pontos brilhantes em lugares determinados do disco do planeta, sugerindo que se tratava de una enorme montanha cujo cume ultrapassava as nuvens mais altas. Tal era o caso de J. H. Schroeter, um respeitado observador e colaborador de William Herschel, que informou os registos visuais entre 1788 e 1790. A descrição da sua informação dizia que se tratava de uma proeminente montanha localizada na faixa que separa o hemisfério iluminado do hemisfério escuro. Apesar da controvérsia, esta observação foi muito citada na época.
A  maior parte da superfície de Vênus parece estar lá há centenas de milhões de anos, com sinais de reciclagem tectônica. A superfície está repleta de vulcões (atualmente não temos certeza se algum deles está ativo). A contagem de crateras sugere que a maior parte do material na superfície foi colocado no lugar por erupções massivas. Algumas formações são cinturões longos e finos, onde a crosta foi pressionada para formar cristas ou dividida para formar depressões e sulcos. Em muitos desses cinturões, há evidências de que pedaços de crosta também se moveram de um lado para o outro. Faixas de cristas e vales geralmente marcam os limites de áreas planas e baixas que mostram relativamente pouca deformação e são blocos individuais da crosta de Vênus que se deslocaram, giraram e deslizaram uma pela outra ao longo do tempo - e podem ter feito isso no passado recente. É um pouco como as placas tectônicas da Terra, mas em uma escala menor e mais se assemelha ao gelo que flutua sobre o oceano.
93% da topografia mapeada pela sonda Magellan encontra que o total da superfície (desde os pontos mais baixos até os mais altos) se espaçava em 13 km, enquanto que na Terra, a diferença entre as fossas oceânicas e o Himalaia é de uma faixa de 20 km.
De acordo com os dados de altimetria da Magellan, cerca de 51% da superfície se encontra localizada dentro dos 500 metros do raio médio de 6 051,9 km; somente 2% da superfície está localizada em elevações maiores do que 2 km sobre o raio médio.
O experimento de altimetria da Magellan confirmou o achatamento geral da paisagem. Nos dados da Magellan, 80% da topografia reside numa margem de 1 km do raio médio. As elevações mais importantes estão nas cadeias montanhosas que rodeiam Lakshmi Planum: Maxwell Montes (11 km), Akna Montes (7 km) e Freyja Montes (7 km). Apesar da paisagem relativamente plana de Vênus, os dados de altimetria também falaram de grandes planos inclinados, tal é o caso do flanco sudoeste de Maxwell Montes, que em algumas partes, parece estar inclinado em 45°. Outras inclinações de 30°Foram registradas em Danu Montes e a região ao leste de Thetis Regio.

### Divisões de Vênus
Baseado nos dados de altimetria da sonda Magellan, a topografia do planeta está dividida em três províncias topográficas: terras baixas, planícies de depósito e terras altas.
Os dados da Magellan apoiam estas divisões. As províncias mais importantes das terras altas são Aphrodite Terra, Ishtar Terra, Lada Terra, além das regiões de Beta, Phoebe e Themis. As regiões Alpha, Bell, Eistla e Telhus formam um conjunto de terras altas de menor importância.

## Crateras de impacto

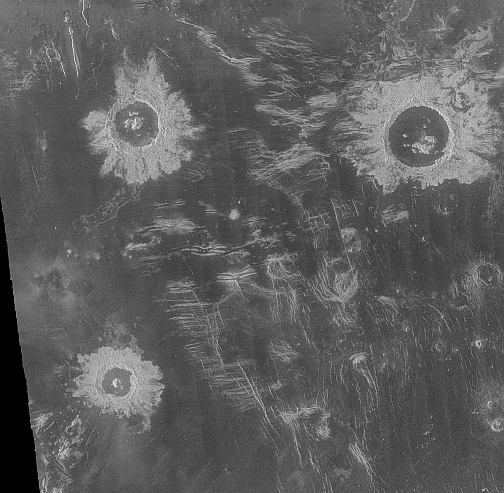
Figura 7: Crateras Danilova, Aglaonice e Saskja

Com o estudo de radares localizados na Terra foi possível identificar alguns acidentes topográficos relacionados a crateras e nos anos seguintes com as sondas Venera 15 e 16 se identificaram quase 150 de provável origem de impacto. Com Magellan, graças a uma cobertura global, identificaram cerca de 900 crateras de impacto. Esta cifra é muito baixa, considerando a superfície do planeta. A diferença neste sentido em relação a Mercúrio, a Lua e Marte (além de varias luas de planetas exteriores) que tem uma superfície muito castigada por um intenso processo de craterização, é que Vênus possui uma densa atmosfera e um processo tectônico (no passado) que ajudaram a filtrar os meteoritos, eliminando os de menor tamanho.

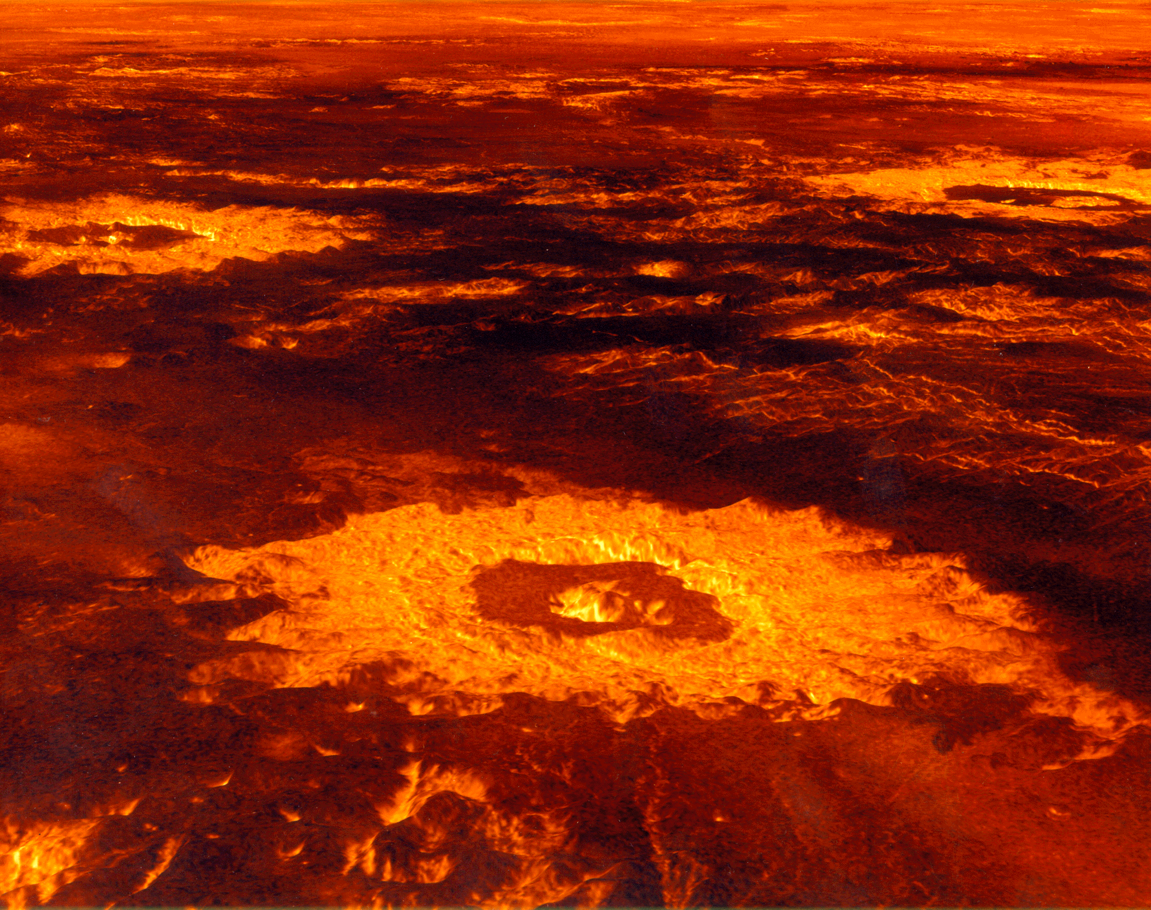
Figura 8: Cratera Danilova em relevo

Os dados das sondas Venera e Magellan coincidem: há muito poucas crateras de diâmetro inferior a 30 km, e os dados de Magellan revelaram a ausência de crateras com menos de 2 km de diâmetro. As crateras de Vênus apresentam peculiaridades únicas: em primeiro lugar, os de Vênus parecem ser relativamente novos, e não parecem ter sofrido a deterioração produzida pela meteorização. As crateras de impacto apresentam grandes derrames de lava de cor clara ao radar (de alta reflexão), o que demonstra que elas são jovens (Figuras 7 e 8).
A análise das imagens das crateras de impacto, sua sobreposição, distribuição e densidade na superfície –entre outras características– são muito importantes para conhecer a história geológica do planeta.

## Vulcões

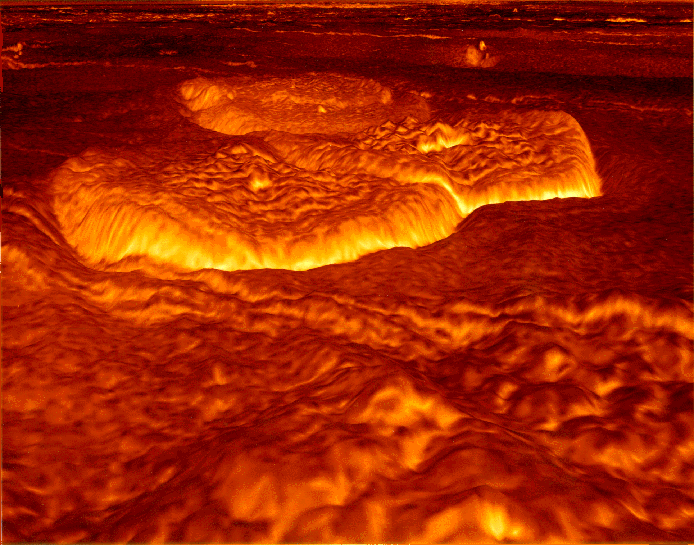
Figura 9: Imagem dos domos em relevo

A transferência de material quente do interior de um planeta ao exterior constitui o principal processo para a perda de calor. O calor interno provém de quatro processos:
- Calor proveniente da acreção original do planeta ou lua;
- Calor produzido pela desintegração de elementos radioativos no interior do planeta;
- Calor resultante do movimento interno do planeta;
- Calor que é produzido pelas interações de marés de massas adjacentes.

Na Terra, existe uma combinação de fatores que dão origem a perda de calor, no caso de alguns corpos, como a lua de Júpiter - Ío, a força gravitacional de Júpiter e Europa produzem enormes movimentos de marés que dão lugar aos vulcões mais ativos do Sistema Solar.
Apesar de que Vênus tem uma grande semelhança com a Terra, parece ser que os processos de tectônica de placas, que são muito ativos na Terra não existem em Vênus, sem dúvida se crê que 80% dos acidentes geográficos de sua superfécie estão relacionados a um tipo de processo vulcânico.
As diferenças se encontram nos depósitos vulcânicos. Em muitos casos, o vulcanismo está localizado em uma fonte determinada e os depósitos se organizam ao redor desta fonte. Este tipo de vulcanismo recebe o nome de “vulcanismo centralizado” aos vulcões formados além de outras formas geográficas estranhas.
O segundo tipo de vulcanismo não é radial ou centralizado com aqueles que cobrem áreas muito extensas do planeta com derrames de lavas. Estas erupções são catalogadas como de “tipo fluido”.
Se comprovou que a presença de vulcões com menos de 20 km de diâmetro são muito abundantes em Vênus, e podem chegar a um número de centenas de milhares e até milhões. Sua aparência é de domos, porém, na realidade tem uma semelhança com os vulcões em escudo. Estes vulcões tem entre 1 e 15 km de diâmetro e menos de 1 km de altura. É frequente encontrar grupos de centenas destes vulcões em áreas que se chamam campos de escudo (Figura 10).
Na Terra, os vulcões são principalmente de dois tipos: vulcões em escudo e cones compostos ou estrato-vulcões. Os vulcões em escudos como os havaianos recebem magma das profundezas da Terra em zonas chamadas de hot spots (pontos quentes). O tipo de lava destes vulcões é relativamente fluido e permite o escapamento de gases. Os vulcões compostos, como o Monte Santa Helena e o Monte Pinatubo estão associados às placas tectônicas. Neste tipo de vulcões, a água da crosta oceânica desce junto à placa que se desliza na zona de subducção debaixo da crosta terrestre, e desta maneira facilita um melhor derretimento da mesma, produzindo a lava mais viscosa que dificulta a saída dos gases, por este motivo, os vulcões compostos têm erupções violentas.
Em Vênus, a morfologia (com grandes e tênues derrames de lava), aparente ausência de tectônica de placas e água. fazem com que os vulcões se pareçam muito com os do Hawaii. Sem dúvida, o tamanho dos vulcões de Vênus é diferente: na Terra, os vulcões em escudo podem ter dezenas de quilômetros de diâmetro e somente até 8 km de altura (Mauna Loa, se considerar a sua base localizada no leito do mar), em Vênus, o diâmetro destes vulcões chega a cobrir centenas de quilômetros, porém são bastante achatados, com uma altura média de 1,5 km.

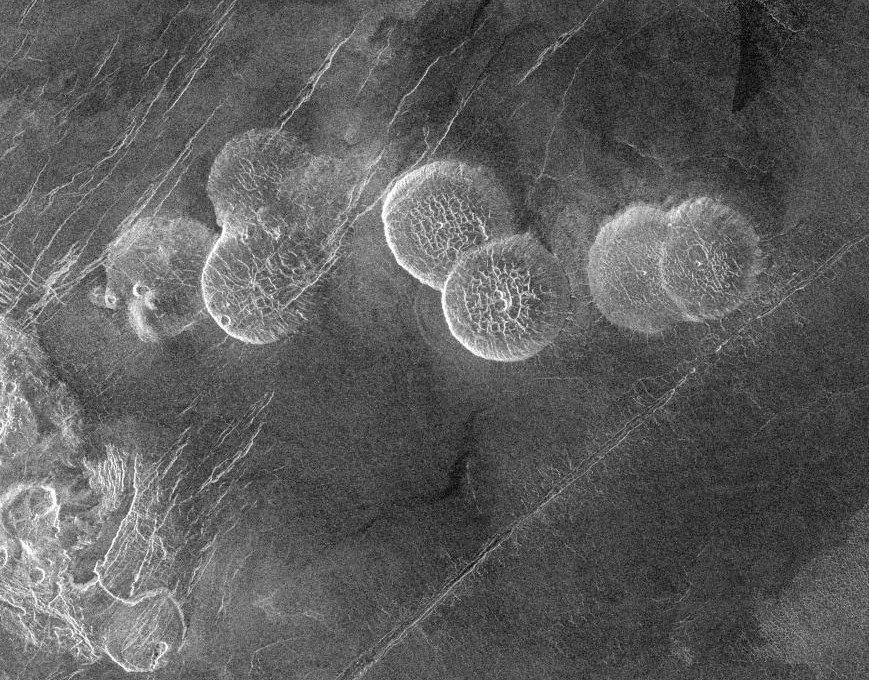
Figura 11: Domos panquecas em Alpha Regio

Os domos de Vênus são entre 10 a 100 vezes maiores que os terrestres e no radar exibem fraturas que indicam que foram formadas pela tensão criada pela ascensão de lava viscosa no interior da crosta ou pelo afundamento da câmara magmática. Estes domos massivos recebem o nome informal de “domos panquecas” e geralmente estão associados com coronae e tesserae. Sua presença é uma forte evidência da existência de lavas de composição química avançada (Figuras 9 e 11).
Outras características únicas são a existência de novas ("novae") e aracnoides.

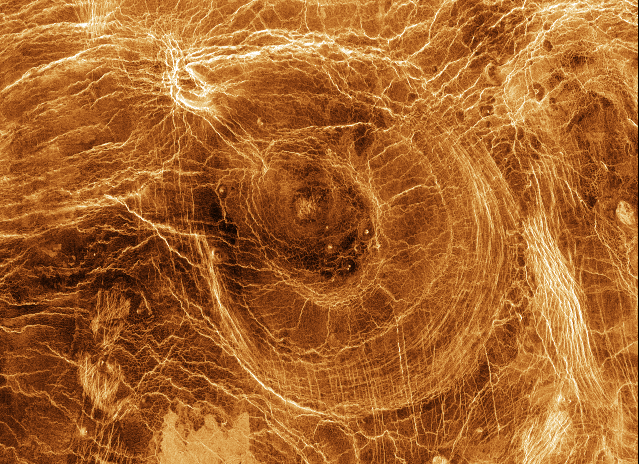
Figura 12: Aracnóide localizado a 40,0°, 18,0°

A formação das novas se dá quando grandes quantidades de magma chegam até a superfície sem expelir, formando diques extrusivos que são brilhantes nas imagens de radar. Estes diques se organizam em alinhamentos simétricos que denotam a área de levantamento, embora também se pode produzir uma depressão causada pela subsidência do material magmático. Se tais alinhamentos, sejam estes grabens ou cristas, se irradiam desde um ponto central recebem o nome de novas (nome usado para enfatizar a semelhança à figura de uma estrela que explodiu). Foram identificadas cerca de 50 destas estruturas.
Quando os alinhamentos de grabens, fissuras e crestas se estendem vários raios a partir da circunferência de um ponto central, recebem o nome de aracnóides, indicativo de sua aparência. Identificaram cerca de 250 aracnóides.

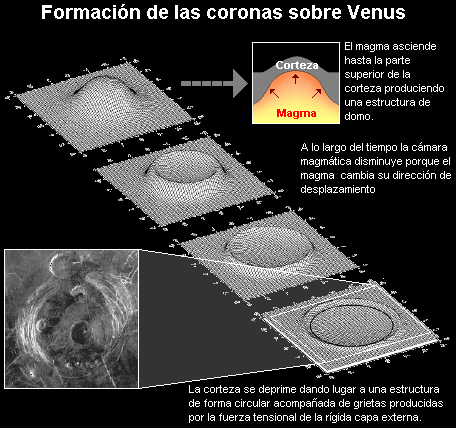
Formação das coronas em Vênus

## Tectonismo

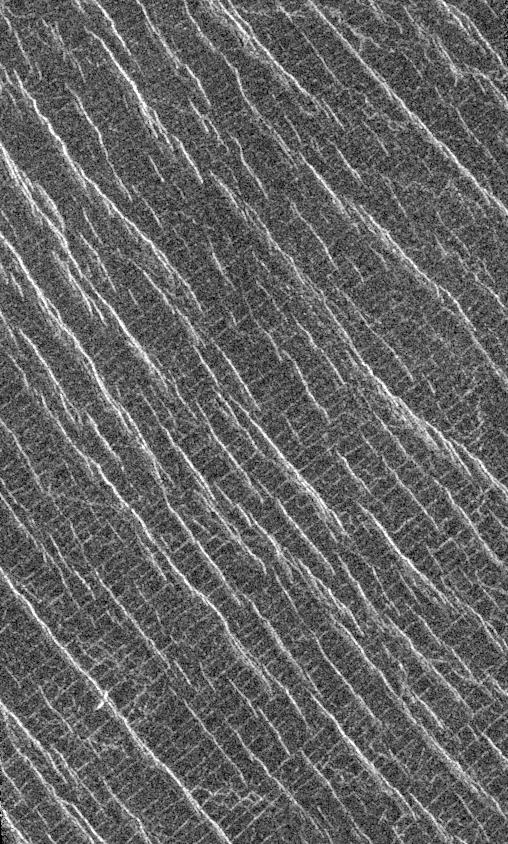
Figura 13: Área deformada pela extensão e compressão do terreno em Guinevere Planitia

Vênus não apresenta indícios de tectônica de placas, sem dúvida, sua superfície apresenta vários acidentes geográficos associados com processos tectônicos que através do movimento fluido do interior do planeta geraram terrenos com falhas, dobramentos, vulcões, grandes montanhas, vales em fenda (rift valleys) e a compressão e extensão da superfície (Figura 13).
O ativo tectonismo de Venus haviam gerado cinturões montanhosos dobrados, vales em fenda e terrenos de estruturas complicadas chamados tesserae (em grego tessera significa baldoso), os quais apresentam múltiplos episódios de compressão e deformação tensional.
A diferença do caso terrestre, a deformação sobre Vênus se crê que está relacionada diretamente com as forças dinâmicas dentro do manto fluido do planeta. Os estudos gravitacionais sugerem que Vênus carece de astenosfera –uma zona de baixa viscosidade que na Terra facilita o movimento das placas tectônicas do manto. A ausencia desta camada sugere que a deformação da superfície de Vênus pode ser interpretado em termos de movimentos convectivos no interior do planeta.
A deformação tectônica sobre Vênus se evidencia em uma variedade de escalas, as menores que foram sido identificadas estão relacionadas com fraturas lineares ou falhas. Em muitas zonas, estas falhas apresentam um alinhamento paralelo em forma de rede. Também se encontram pequenas cristas montanhosas descontínuas parecidas com as encontradas na Lua e Marte. A presença de tectônica extensiva manifesta a existência de falhas normais (de onde a rocha sobre o plano da falha se funde em relação à rocha sobre a mesma) e fraturas superficiais. As imagens de radar mostram que este tipo de deformação geralmente está concentrada em cinturões localizados nas zonas equatoriais e de altas latitudes no sul do planeta. Estas zonas cobrem centenas de quilômetros de extensão e parecem estar espalhadas por todo o planeta, formando uma estrutura global associada com a aparição de vulcões.
Os rifts venusianos, formados pela extensão da litosfera, são depressões de dezenas a centenas de metros de largura, e com extensões de até 1 000 km como alguns da Terra. Os rifts em Vênus geralmente são associados com grandes elevações vulcânicas em forma de domos como em Beta Regio, Atla Regio e a parte ocidental de Eistla Regio. Estas terras altas parecem ser o resultado de enormes plumas (correntes de elevação) do manto que causaram a elevação, fraturas, criação de falhas e vulcanismo.
A cadeia montanhosa mais alta de Vênus, Maxwell Montes, em Ishtar Terra, foi formada por um processo de compressão, extensão e movimentos laterais. Outro tipo de acidente geográfico encontrado nas terras baixas, consiste em cinturões lineares colocados a distâncias muito próximas que se elevam a vários qiilômetros sobre a superfície com amplitudes de centenas de quilômetros e longitudes de milhares de quilômetros. Existem duas concentrações importantes destes cinturões: um se localiza em Lavinia Planitia em altas latitudes do hemisfério sul, e o segundo se encontra adjacente à Atalanta Planitia em altas latitudes do hemisfério norte.
As tesserae, que são terrenos de complexas cristas, se encontram fundamentalmente em Aphrodite Terra, Alpha Regio, Tellus Regio e a parte oriental de Ishtar Terra (Fortuna). Estas regiões contem a sobreposição e cortes de grabens de diferentes unidades geológicas, o que significa que são as partes mais antigas do planeta.
Alguns cientistas crêem que as tesserae podem ser análogos aos continentes terrestres. Outros supõem que são regiões produzidas por um manto em movimento descendente que provocou as fraturas e dobramentos para formar uma espessa crosta basáltica ou sítios de antigas plumas do manto que criaram grandes volumes de lava sobre a superfície de Vênus.

## Campo magnético

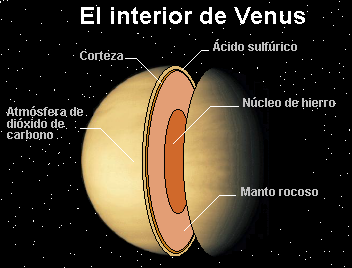
Corte do interior de Vênus

Para que um planeta possua um campo magnético é necessário que tenha formado um núcleo de ferro líquido como resultado dos movimentos de rotação que produzem seu derretimento.
Apesar de que Vênus possua um núcleo de ferro, o planeta não registra a presença de um campo magnético. Uma das razões pode ser o peculiar movimento de rotação. Uma rotação tão lenta (dura 243 dias terrestres) é provavelmente a razão de sua ausência, de outro modo não caberia explicação.

## Correntes de lava e canais
Diferentemente dos derrames de lava terrestres, em Vênus estes se produzem a uma escala superior. Os rios de lava venusianos alcançam com frequência centenas de quilômetros de extensão e até mesmo mais de 1 000 km de comprimento total. A largura destes rios de lava pode alcançar de uns poucos quilômetros até algumas dezenas de quilômetros.
Todavia não se sabe por que os derrames de lava em Vênus são tão grandes. As elevadas temperaturas de 475 °C que reinam em Vênus diminuem a velocidade de resfriamento da lava, porém não o suficiente para apresentar semelhante diferença de extensão em relação aos derrames terrestres.
Os derrames de lava em Vênus parecem ser em sua maioria de composição basáltica, portanto, relativamente mais fluídas. Dentro das lavas basálticas, na Terra se conhecem dois tipos: a lava aa e a lava cordada. A lava aa apresenta uma textura rugosa em forma de pequenos blocos fragmentados. A lava cordada, como seu nome indica, apresenta como uma camada de cordas ou de estilo almofadado.
A rugosidade do terreno é representada no brilho das imagens de radar (as superfícies mais suaves são mais escuras) e servem para determinar as diferenças das lavas aa e das cordadas. Estas variações também podem refletir as diferenças de idade e o estado de preservação. Os canais e os tubos de lava (canais que se esfriaram e que haviam criado uma parede em cima) são muito comuns em Vênus.
A maior parte dos campos de rios de lava estão associados aos vulcões. Os vulcões centrais estão rodeados por extensos derrames que formam o edifício do vulcão. Por outra parte, também se relacionam a crateras de fissura, coronas, densas acumulações de domos vulcânicos, cones, poços e canais.
Graças a Magellan, foram identificados mais de 200 canais e complexos de vales. Os canais foram classificados como canais simples, canais complexos ou canais compostos.
Os canais simples se caracterizam por estar formados por um grande e único canal principal. A categoria inclui os rilles similares aos observados na Lua, e um novo tipo chamado canali, que correspondem a canais individuais muito grandes que mantém sua largura ao longo de seu comprimento. O canali mais longo que já foi identificado tem um comprimento de mais de 7 000 km.
Os canais complexos incluem redes ramificadas, além de redes de distribuição. Este tipo de canais foram observados em associação com várias crateras de impacto e em importantes inundações de lava associadas a campos de fluxo muito importantes.
Os canais compostos são constituídos por segmentos simples e complexos. O maior destes canais apresenta uma rede ramificada e colinas modificadas como aquelas presentes em Marte.
Apesar das inumeráveis crateras encontradas em sua superfície, não foram encontradas indícios de que a água fora a origem destas. De fato, não há evidencia de que a água fora estável nos últimos 600 milhões de anos na atmosfera e superfície de Vênus, que tem entre 200 e 600 milhões de anos.
Em respeito a formação dos espetaculares canais, tem dois candidatos: a lava e os fluidos dos detritos de impacto. As características destas correntes de lava são muito incomuns, talvez a quente superfície de Vênus ajude a erosão térmica. Por outra parte, é provável que existam rios de lava com muita baixa viscosidade, como basaltos com alto conteúdo de ferro e magnésio ou inclusive lavas de enxofre ou carbonato. A interação dos detritos de impacto criaram grandes rios que se estendem por centenas de quilômetros e têm morfologia típica de canais.

## Processos superficiais
Em Vênus não existe água, e portanto, o único processo erosivo que se espera é a interação produzida pela atmosfera com a superfície. Esta interação se faz presente nos detritos das crateras de impacto, os quais haviam sido expulsos ao longo da superfície. Os materiais escavados durante o impacto de um meteorito são levantados até a parte superior da atmosfera, de onde os ventos os transportam em direção oeste, e a medida que os detritos se depositam na superfície vai formando acidentes parabólicos (Figura 14). Este tipo de depósito pode estabelecer-se em cima de varias unidades geológicas ou derrames de lavas e, portanto, são as estruturas mais jovens do planeta. As imagens da Magellan revelam a existência de mais de 60 destes depósitos parabólicos associados às crateras de impacto.

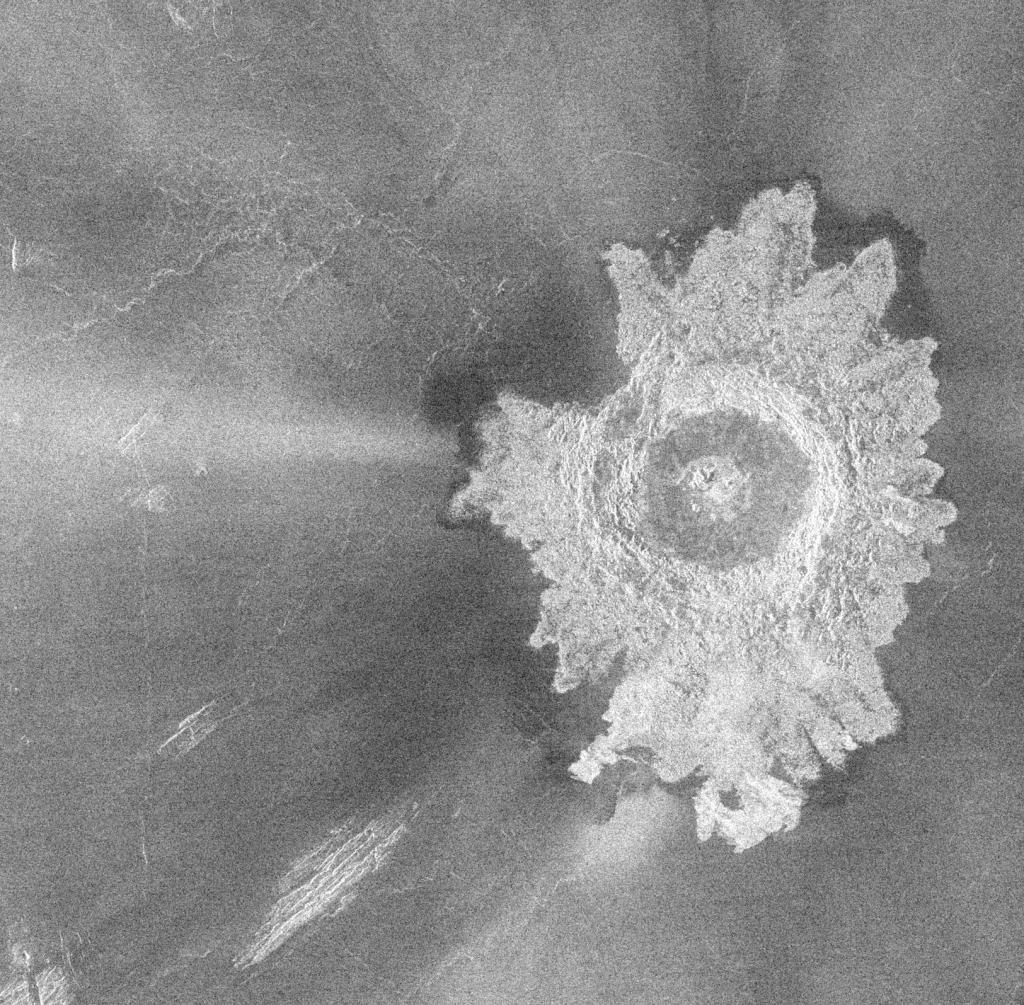
Figura 14: Cratera Adivar e os depósitos do material ejetado

O material dos detritos transportados pelo vento é o responsável do processo de renovação da superfície com velocidades de aproximadamente 1 metro por segundo, de acordo com as medições das sondas Venera. Dada a densidade da atmosfera inferior de Vênus, os ventos são mais do que suficientes para provocar a erosão da superfície e o transporte de material de grão fino. Nas regiões cobertas por depósitos de detritos podem encontrar linhas de vento, dunas e yardangs. As linhas de vento se formam quando este sopra as partículas dos detritos e as cinzas dos vulcões depositados sobre os obstáculos topográficos como os domos. Como consequência, o sotavento dos domos está exposto ao impacto de pequenos grãos que removem a camada superficial, expondo o material inferior em diferentes características de rugosidade (com diferentes características no radar), se as compara com os sedimentos formados.
As dunas se formam pelo deposição de partículas do tamanho de grãos de areia e têm formas onduladas. Os yardangs se formam quando o material transportado pelo vento esculpe os frágeis depósitos e produz profundos sulcos.
Os edifícios lineares de vento associados com crateras de impacto seguem uma trajetória em direção até o equador. Esta tendência sugere a presença de um sistema de circulação de células de Hadley dentro das latitudes médias e equatoriais. Os dados de radar da Magellan confirmam a existência de fortes ventos que sopram até o leste na parte superior da superfície de Vênus e ventos meridionais na superfície.

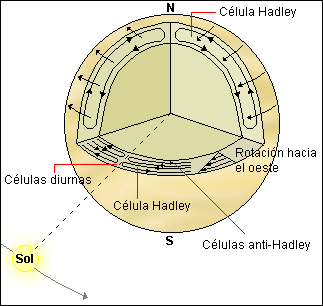
Sistema de circulação atmosférica em Vênus

O processo de meteorização em Vênus havia atuado pelas últimas centenas de milhões de anos. Se pode observar a sobreposição de derrames de lava. As mais antigas camadas de lava cobertas pelas mais recentes apresentam distintas intensidades de reflexão ao radar. As mais antigas refletem menos do que as planícies que as rodeiam. Os dados da Magellan mostram que os derrames de lava mais recentes têm uma semelhança com as de tipo de lava aa e as cordadas. Sem dúvida, os derrames mais antigos são mais escuros e se parecem aos depósitos de regiões áridas da Terra que sofreram os efeitos da meteorização.
A causa da erosão química e mecânica dos antigos derrames de lava é atribuída a reações da superfície com a atmosfera sobre a presença de dióxido de carbono e dióxido de enxofre. Estes dois gases são o primeiro e o terceiro mais abundantes respectivamente; o segundo gás mais abundante é o nitrogênio inerte. Provavelmente, as reações incluem a deterioração dos silicatos através do dióxido de carbono para produzir carbonatos e quartzo,  e pelo dióxido de enxofre, para produzir anidrita (sulfato de cálcio) e dióxido de carbono.
Uma das características mais interessantes das imagens de radar é a diminuição da reflexão a medida que a altura aumenta e exibe valores extremamente baixos por cima do raio de cerca de 6 054 km. Esta mudança se relaciona com uma diminuição na emissividade. Este padrão de reflexão deve estar relacionado à diminuição da temperatura, a medida que a altitude aumenta.
Existem várias hipóteses que explicam as características não usuais da superfície de Vênus. Uma ideia é que a superfície consiste em solo solto com orifícios ocos em forma esférica que produzem uma eficiente reflexão ao radar. Outra ideia é que a superfície não é suave e que está coberta por um material que tem uma constante dielétrica extremamente alta. Outra teoria diz que a camada de um metro sobre a superfície está formada por folhas de material conductivo como a pirita. Por último, um modelo recente supõe a existência de uma pequena proporção de um mineral condutor.
Os minerais condutores exibem uma propriedade única a elevadas temperaturas, a constante dielétrica mostra um abrupto incremento, e a medida que a temperatura vai aumentando, a constante dielétrica volta aos seus valores normais. Os minerais que poderiam explicar este comportamento sobre a superfície de Vênus seriam perovskita e os pirocloros.
Apesar destas teorias, a existência de minerais condutores sobre Vênus não foram confirmadas. Somente a exploração in situ permitirão elucidar os enigmas que ficaram sem resolver.